# ホーソーン弦楽四重奏団
ホーソーン弦楽四重奏団(Hawthorne String Quartet)は、アメリカの弦楽四重奏団。名称はアメリカの小説家ナサニエル・ホーソーンに因む。
ボストン交響楽団のヴィオラ奏者であるマーク・ラトヴィッグにより1986年を中心に、ボストン交響楽団の団員で創設される。1991年にテレージエンシュタットで50年前に行われた同地の収容所で行われたユダヤ人の収監を偲んで演奏会を開いた。ホロコーストで悲惨な最期を迎えた作曲家たち、ハンス・クラーサ、ヴィクトル・ウルマン、エルヴィン・シュルホフやギデオン・クライン等の作曲した室内楽の演奏を通して、彼らの音楽の評価や理解を促進する活動を行うとともに、同時代のアメリカの作曲家の作品の演奏にも意欲を見せている。

## メンバー
- ローナン・レフコウィッツ（ヴァイオリン）
- シージン・ホァン（ヴァイオリン）
- マーク・ラトウィッグ (ヴィオラ）
- サト・クヌートセン（チェロ）